# Novoul'janovsk
Novoul'janovsk (in russo Новоулья́новск?) è una città di circa 16.000 abitanti dell'Oblast' di Ul'janovsk, nella Russia europea meridionale.